# Chandi

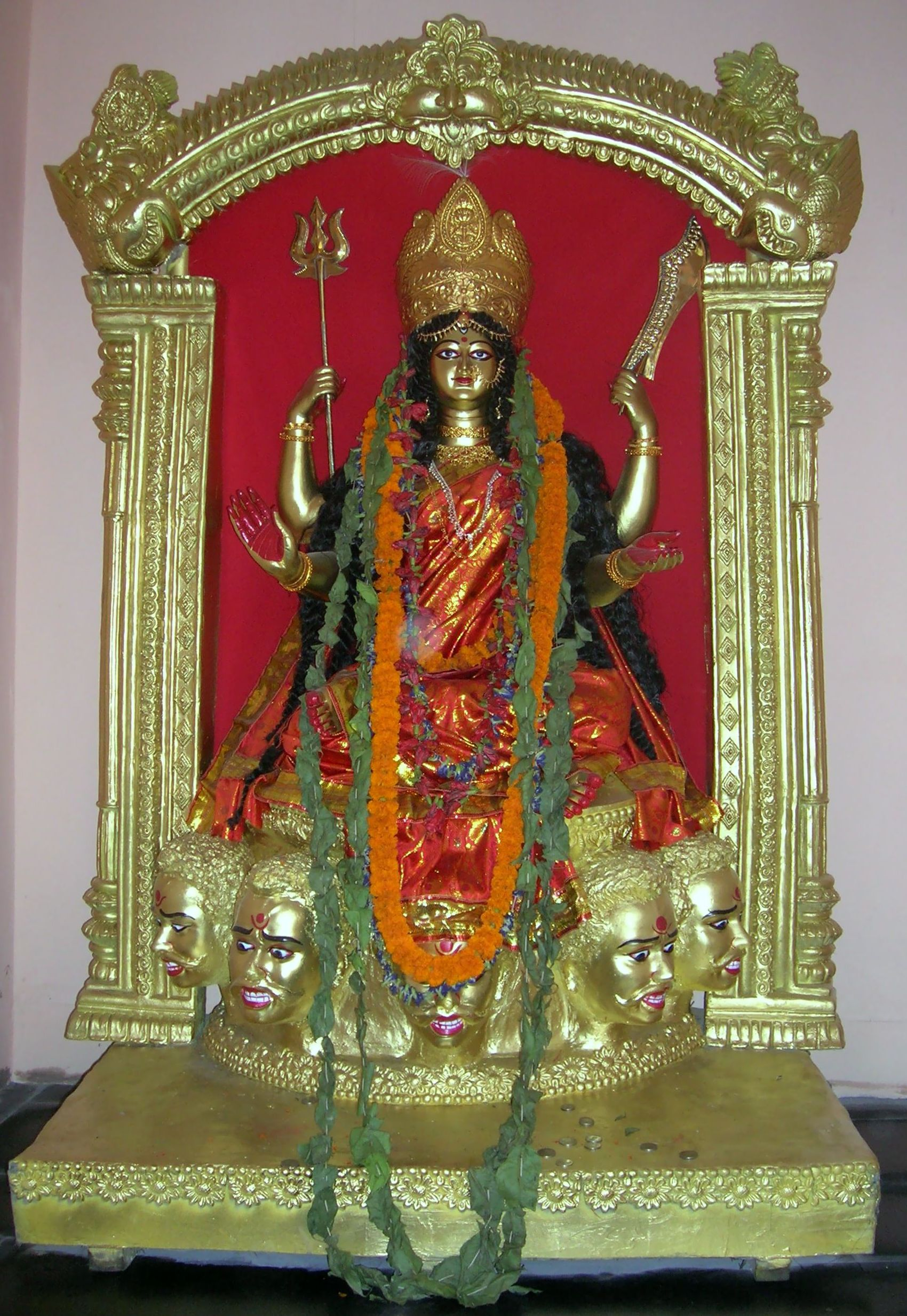
La déesse Chandi dans un temple à Calcutta.

Chandi est une déesse de l'hindouisme, en fait une autre représentation de la déesse plus connue: Durga. Chandi est célèbre car un long poème a été écrit en son honneur après qu'elle a tué un démon à tête de buffle. Ce livre dénommé Markandeya Purana est scandé tous les jours dans les temples dédiés à la forme primitive de la divinité.

## Chandi en images dans les temples

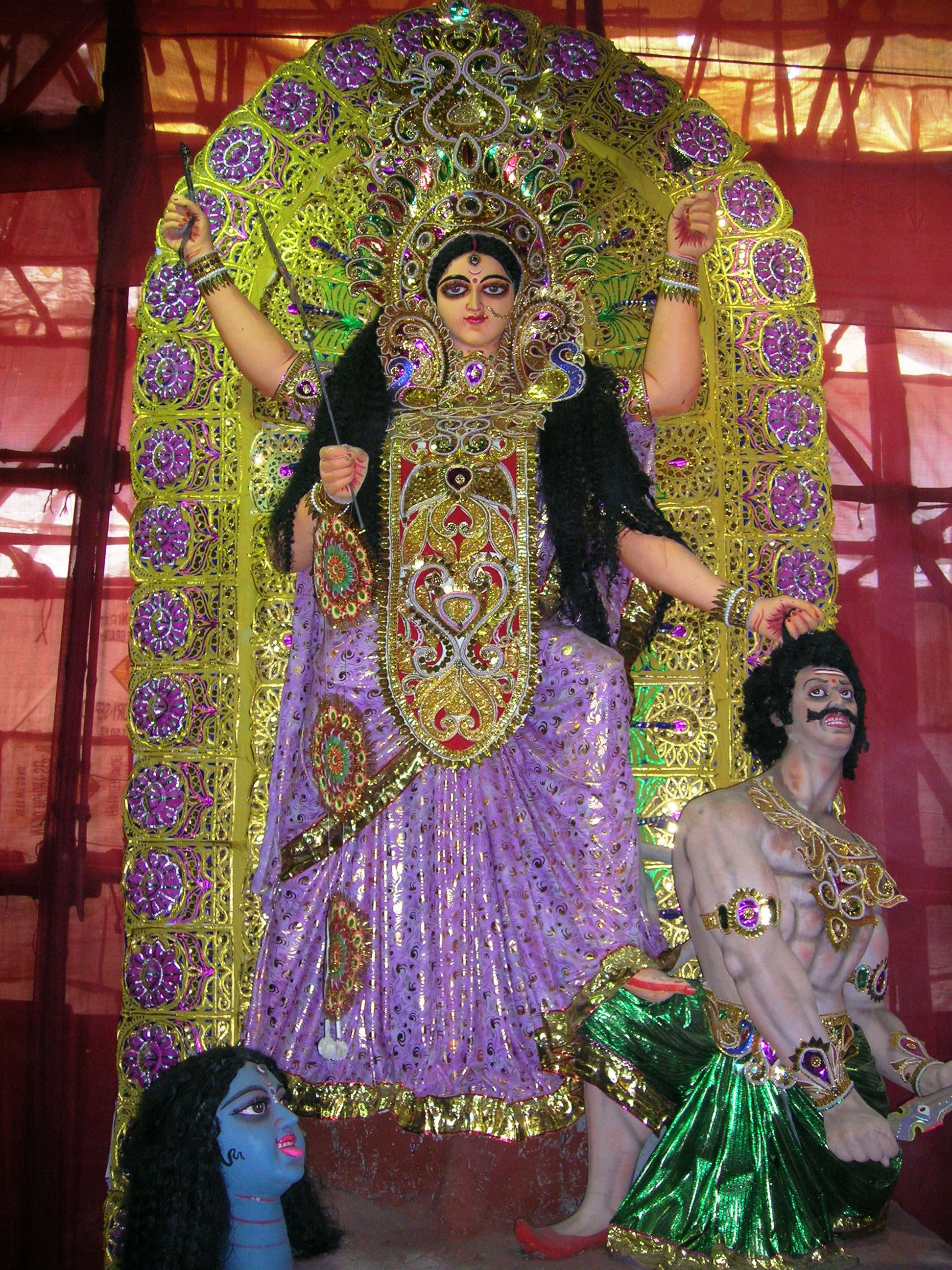
Chandi à Calcutta.
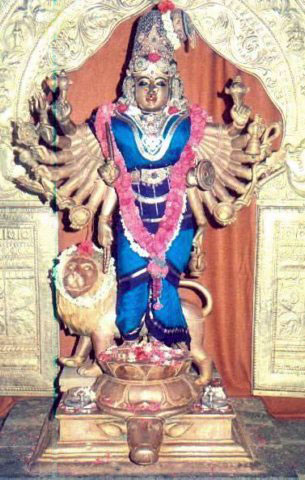
Chandi à Salem dans la Tamil Nadu.
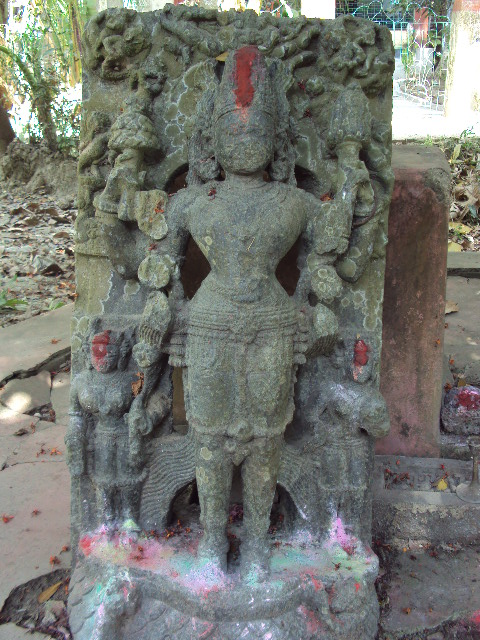
Chandi dans l'état du Bengale-Occidental.
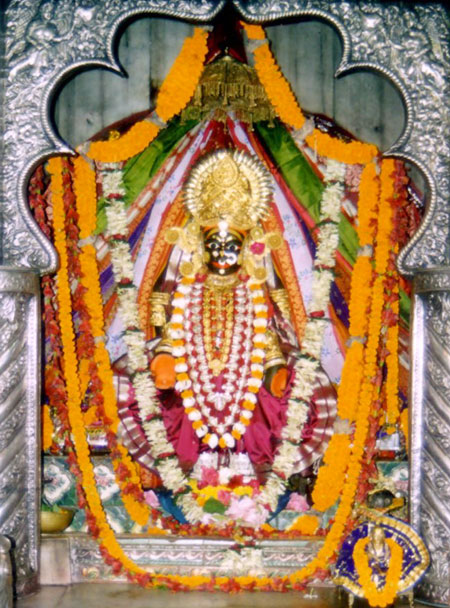
La déesse dans l'état de l'Orissa.
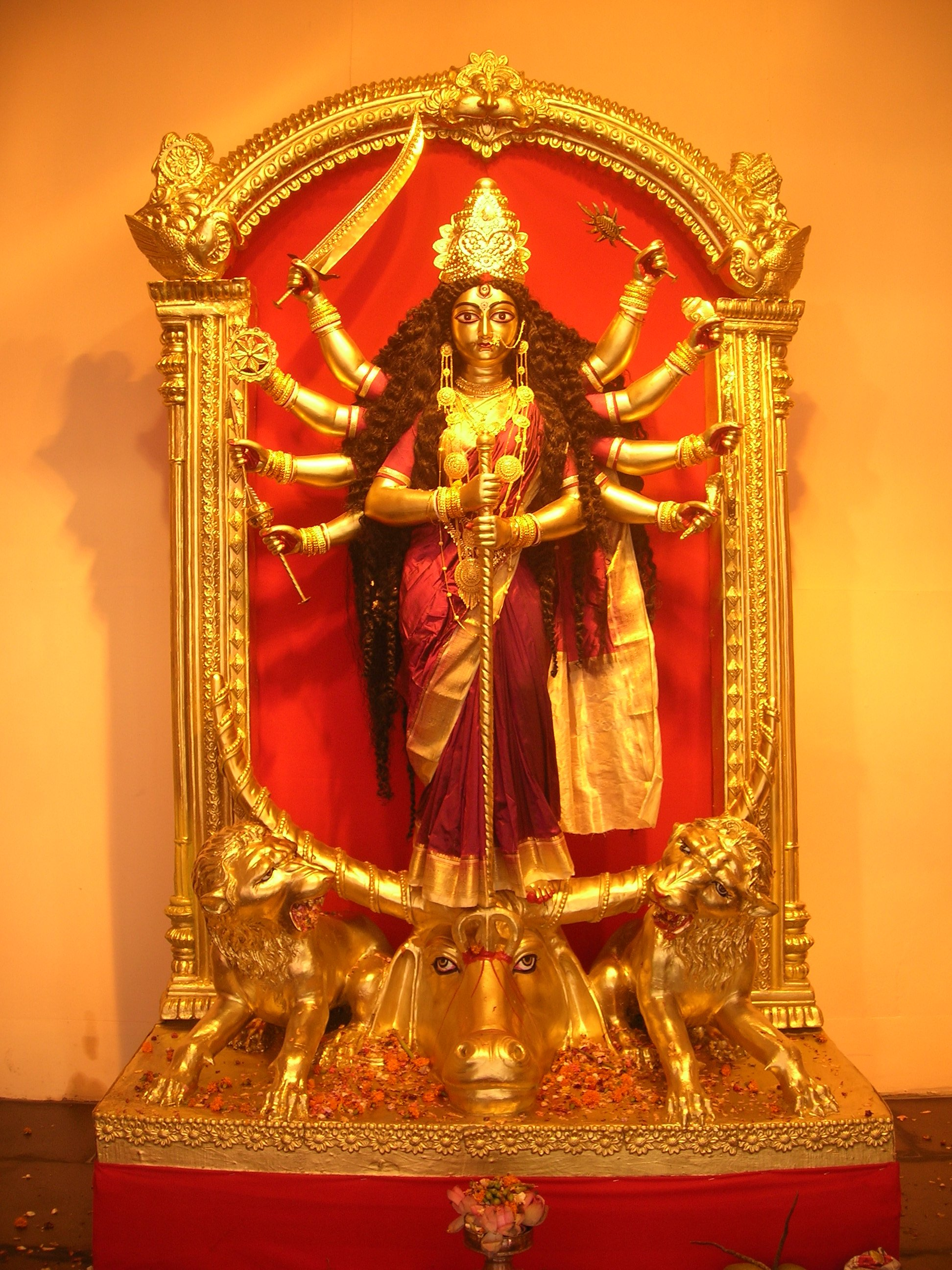
Durga à Calcutta.